# Younis Mahmoud
Younis Mahmoud Khalef (en arabe : يونس محمود), né le 3 février 1983 à Kirkouk, est un footballeur irakien 

## Biographie
Il inscrit le but victorieux lors de la finale de la Coupe d'Asie des nations de football 2007 face à l'Arabie saoudite gagnée 1-0. Il reçoit le prix du « meilleur joueur du tournoi ». Mahmoud est aussi le premier joueur irakien de l'histoire à être nommé pour le Ballon d'or. Il y recueille d'ailleurs 2 points en 2007, entrant ainsi dans l'histoire du football irakien.

## Palmarès

### En club
- Vainqueur de la Ligue Irakienne 2001/2002 avec Al Talaba Iraq
- Vainqueur de la Coupe du Prince du Qatar 2005 avec Al Khor Qatar
- Vainqueur du championnat du Qatar 2007/2008, 2008/2009, 2009/2010 avec Al Gharrafa
- Vainqueur du championnat du Qatar 2012-2013 avec Al Sadd
- Finaliste de la Coupe Crown Prince de Qatar en 2013 avec Al Sadd
- Finaliste de la Coupe du Qatar en 2013 avec Al Sadd

### En sélection
- Vainqueur des Jeux Olympiques de l'Asie de l'Ouest 2005 avec l'équipe Nationale de l'Irak
- Vainqueur de la Coupe d'Asie 2007 avec l'équipe Nationale de l'Irak

## Distinctions personnelles
- Meilleur buteur de la ligue de Qatar : 2005/2006 - 2009/2010 - 2010/2011
- Élu meilleur joueur de la coupe d'Asie 2007
- Meilleur buteur de la coupe d'Asie 2007 avec 4 buts
- Meilleur buteur de la coupe du Golfe 2013 avec 3 buts